# Maria Teresa Agnesi
Maria Teresa Agnesi (Milà, 17 d'octubre de 1720 – 19 de gener de 1795) fou una compositora italiana, autora de diverses òperes, i música instrumental per a clavicèmbal. Tot i ser més coneguda per les seves composicions, també fou una consumada clavicembalista i cantant, i la majoria de les seves composicions supervivents foren escrites per a teclat, veu o per a teclat i veu alhora.
Era filla de Pietro Agnesi, un membre de la noblesa menor, i Anna Fortunata Brivio, que procuraren des de ben aviat l'educació de les dues filles, Maria Teresa, i la matemàtica Maria Gaetana Agnesi.
Maria Teresa Agnesi es casà amb Pier Antonio Pinottini el 1752, poc després de morir el seu pare, i a partir d'aleshores es va dedicar plenament a la música. S'assentaren en un barri poblat per intel·lectuals i artistes, però amb el temps Pinottini sofrí la ruïna financera i moriria poc després.

## Carrera musical
Agnesi va treballar per a patrons i mecenes de la reialesa de tot Europa, en especial per a les corts de Viena i Dresden, on Agnesi trobà més èxit i més reconeixement del públic que en el seu lloc de naixement. La seva primera òpera seriosa, però, Ciro in Armènia, va ser estrenada al Teatre Ducal de Milà el 1753.
Gaudí del patrocini de l'emperadriu Maria Teresa I d'Àustria, que en aquells temps ho era de la Llombardia, i de Maria Antònia de Baviera –Antònia Walpurgis–, una talentosa compositora coetània. La seva carrera fou possible mercès al tarannà del govern de Llombardia, en aquells temps austríaca, que era progressista i il·lustrat, sobretot envers els drets de les dones i feia un esforç conscient per fomentar les dones en les arts i promoure la seva música.
Maria Teresa Agnesi va tenir diverses actuacions famoses, entre les quals la del 16 de juliol de 1739, quan el famós viatger i escriptor francès Charles de Brosses va quedar molt impressionat per la seva música. No era l'únic; El comte Giordano Riccati va escriure diverses cartes lloant les seves composicions i el seu talent musical. Una altra actuació molt famosa va ser el seu debut teatral, la Cantata Pastorale Il Ristauro d'Arcadia, dedicada al governador austríac Gian-Luca Pallavicini, al Teatro Regio Ducale de Milà l'any 1747, on va dedicar la seva peça a diversos governants de Saxònia i Àustria. El 1766 es va representar també a Milà la seva L'insubria consolata, amb motiu del compromís de Maria Beatriu d'Este i l'arxiduc Ferran.
El seu treball madurà al llarg de la seva carrera i el seu estil compositiu anà guanyant en complexitat; les primeres obres són simples i netes, mentre que les últimes són més virtuoses, complexes i melodramàtiques. De les seves composicions, se n'han perdut moltes, malgrat haver-hi registre de la seva existència. Avui dia rara vegada s'escolten les seves obres, però la seva música de teclat, si bé resulta tècnicament difícil, i ha estat en part oblidada, és reivindicada al segle XXI.

## Composicions
Òperes
- II Restauro di Arcadia (cantata pastoral, G. Riviera), Milà, Teatro Regio Ducale, 1747 (perduda)
- La Sofonisba (drama heroic, 3, GF Zanetti)
- Ciro in Armenia (drama seriós, 3, ? Agnesi), Milà, Teatro Regio Ducale , 26 de desembre de 1753, Acte 3 fragments
- Il re pastore (drama seriós, 3, P. Metastasio), 1755?
- La Insubria Consolata (Componimento drammatico, 2), Milan, 1766-Nitocri (drama seriós, 3, A. Zeno), Act 2 fragments
- Ulisse in Campania (serenata, 2)

Teclat, petit conjunt, música vocal
- 12 àries per a soprano, corda i continu[3]
- Aria en Murki: Still, stille Mann!
- 4 concerts (F, F, F, D) (falten els punts en A-Wn, D-Dl), 1 citat al catàleg de Breitkopf de 1766
- Sonata, G, citada al catàleg Breitkopf de 1767 (1998)
- Sonata, F (1992)
- Allegro o Presto
- Allemande militare & Graceful Menuetto, kbd (amb parades especials), ed. F. Brodszky, -Thesaurus Musicus, xvii (1962)
- Lost: conc., Eâ, hpd, citat al catàleg Breitkopf de 1766; sonata, G, kbd, citada el 1767—Catàleg de Breitkopf; Airs diversos

## Discografia
- Hofkomponistinnen in Europa: Aus Boudoir und Gärten, Vol. 2

- Sonata per a clavecí en sol major
- CD “Note Femminill”-Concert